# Banu Umayya
De Banu Umayya was een Arabische clan binnen de stam van de Qoeraisj die de heersende familie was van het Kalifaat van de Omajjaden tussen 661 en 750 en later in Andalusië tussen 756 en 1031.
Umayya ibn Abd Shams, de bevelhebber van de Mekkanen tijdens de oorlog, was de stamvader van de lijn van de Omajjadische dynastie. Hij was ook de grootvader van kalief Moe'awija I, de stichter van het Omajjadische kalifaat. Het Islamitische Rijk bereikte zijn grootste geografische omvang onder de soennitische Omajjaden. Onder de Omajjaden werd Al-Andalus (Spanje en Portugal) ook een centrum van wetenschap, geneeskunde, filosofie en uitvindingen tijdens de Islamitische Gouden Eeuw.
Omajjadische staten
| Vlag | Naam                      | Hoofdstad | Begin | Einde | Regeerperiode | Opmerking                                         |
| ---- | ------------------------- | --------- | ----- | ----- | ------------- | ------------------------------------------------- |
|      | Kalifaat van de Omajjaden | Damascus  | 661   | 750   | 89 jaar       | Wordt ook wel eens Kalifaat van Damascus genoemd. |
|      | Emiraat Córdoba           | Córdoba   | 756   | 929   | 173 jaar      |                                                   |
|      | Kalifaat Córdoba          | Córdoba   | 929   | 1031  | 102 jaar      |                                                   |